# Xanthia innotata
Xanthia innotata är en fjärilsart som beskrevs av Failla-tedaldi 1890. Xanthia innotata ingår i släktet Xanthia och familjen nattflyn. Inga underarter finns listade i Catalogue of Life.